# شیگیوکی توتسوگی
شیگیوکی توتسوگی (انگلیسی: Shigeyuki Totsugi؛ زادهٔ ۷ نوامبر ۱۹۷۳) بازیگر اهل ژاپن است. وی از سال ۱۹۹۳ میلادی تاکنون مشغول فعالیت بوده‌است.